# 굿 닥터 (2017년 드라마)
《굿 닥터》(영어: The Good Doctor)는 2017년부터 2024년까지 방영된 미국의 의학 드라마이다. 2013년 대한민국의 동명 텔레비전 드라마를 원작으로 한다. 한국에서는 2017년에서 2018년 사이에 AXN을 통해 시즌1이 방영되었다.

## 개요
자폐증과 서번트 증후군을 가지고 있는 숀 머피가 외과의 꿈을 지니고 산호세 성 보나벤트라 병원에 외과 레지던트로 채용되면서 자폐증에 대한 사람들의 편견과 싸우고 환자와의 소통 또한 배우면서 성장해나간다.
숀 머피는 어릴 적 친했던 동생을 사고로 잃었고 폭력적인 아빠로 인해 가정환경이 좋지 못했다. 그런 아빠로 인해 아끼던 토끼도 세상을 떠났다. 소통 능력이 부족하지만 해부학에 대한 지식만큼은 그 누구보다도 풍부해 복잡한 인체 구조를 상상으로 구현해낼 수 있다. 동생이 죽었을 때 글래스먼이 돌봐 주어서 그에게는 글래스먼이 아버지 같은 존재이다. 동생이 죽은 후에 의학책을 주의 깊게 봤다. 동생이 선물로 줬었던 장난감 메스를 아낀다.

## 방송 기간
| 방송 채널 | 시즌 | 방송 기간                         | 비고 |
| --------- | ---- | --------------------------------- | ---- |
| ABC       | 1    | 2017년 9월 25일 ~ 2018년 3월 26일 |      |
| ABC       | 2    | 2018년 9월 24일 ~ 2019년 3월 11일 |      |
| ABC       | 3    | 2019년 9월 23일 (예정)            |      |

## 등장 인물

### 주요 인물
- 프레디 하이모어 - 숀 머피 역
- 리처드 시프 - 에런 글래스먼 역
- 힐 하퍼 - 마커스 앤드루스 역
- 보 개릿 - 제시카 프레스턴 역
- 탬린 토미타 - 앨러그라 아오키 역
- 니컬러스 곤잘러스 - 닐 멜렌데스 역
- 앤토니아 토머스 - 클레어 브라운 역
- 추쿠 모두 - 재러드 칼루 역
- 윌 윤 리 - 알렉스 박 역
- 피오나 구벨만 - 모간 레즈닉 역

### 그 외 인물
- 아이린 켕 - 세라 첸 역

## 방영 목록

### 시즌 1
| 회차   | ABC (미국)            | ABC (미국)       | AXN (대한민국)   | AXN (대한민국)   |
| 회차   | 서브 타이틀           | 방영일           | 서브 타이틀      | 방영일           |
| ------ | --------------------- | ---------------- | ---------------- | ---------------- |
| 제1회  | Pilot: Burnt Food     | 2017년 9월 25일  | 탄 음식          | 2017년 9월 28일  |
| 제2회  | Mount Rushmore        | 2017년 10월 2일  | 거짓말 훈련      | 2017년 10월 5일  |
| 제3회  | Oliver                | 2017년 10월 9일  | 올리버           | 2017년 10월 12일 |
| 제4회  | Pipes                 | 2017년 10월 16일 | 배수관           | 2017년 10월 19일 |
| 제5회  | Point Three Percent   | 2017년 10월 23일 | 앵무새 죽이기    | 2017년 10월 26일 |
| 제6회  | Not Fake              | 2017년 10월 30일 | 가짜와 진짜      | 2017년 11월 2일  |
| 제7회  | 22 Steps              | 2017년 11월 13일 | 22 걸음          | 2017년 11월 16일 |
| 제8회  | Apple                 | 2017년 11월 20일 | 사과와 강도      | 2017년 11월 23일 |
| 제9회  | Intangibles           | 2017년 11월 27일 | 말하기 애매한 것 | 2017년 11월 30일 |
| 제10회 | Sacrifice             | 2017년 12월 4일  | 자의적 희생      | 2017년 12월 7일  |
| 제11회 | Islands Part One      | 2018년 1월 18일  | 물결 속의 섬     | 2018년 1월 11일  |
| 제12회 | Islands Part Two      | 2018년 1월 15일  | 홀로서기         | 2018년 1월 18일  |
| 제13회 | Seven Reasons         | 2018년 1월 22일  | 일곱 가지 이유   | 2018년 1월 25일  |
| 제14회 | She                   | 2018년 2월 5일   | 나답게 사는 것   | 2018년 3월 1일   |
| 제15회 | Heartfelt             | 2018년 2월 18일  | 진심어린 선물    | 2018년 3월 8일   |
| 제16회 | Pain                  | 2018년 3월 12일  | 통증과 과거      | 2018년 3월 15일  |
| 제17회 | Smile                 | 2018년 3월 19일  | 진짜 미소        | 2018년 3월 22일  |
| 제18회 | Season 1 Finale: More | 2018년 3월 26일  | 잃어버린 매스    | 2018년 3월 29일  |